# Samuel Jerzy Prażmowski
Samuel Jerzy Prażmowski herbu Belina (1631–1688) – wojewoda płocki w latach 1669–1688, chorąży nadworny koronny w latach 1661–1669, chorąży warszawski w latach 1659–1661, chorąży różański w latach 1658–1659, podstoli płocki w 1658 roku, miecznik płocki w latach 1652–1658, starosta krzepicki w latach 1662–1667, starosta wyszogrodzki w 1663 roku, starosta warecki w 1667 roku.
Poseł na sejm 1653 roku, sejm 1658 roku, sejm 1667 roku. Poseł sejmiku warszawskiego na sejm 1662 roku, poseł sejmiku wyszogrodzkiego na pierwszy sejm 1666 roku, sejm nadzwyczajny 1668 roku, sejm nadzwyczajny (abdykacyjny) 1668 roku.
Poseł na sejm konwokacyjny 1668 roku z ziemi czerskiej. Był członkiem konfederacji generalnej zawiązanej 5 listopada 1668 roku na tym sejmie. Jako senator wziął udział w sejmach w 1676 i 1681 roku. Poseł sejmiku wyszogrodzkiego ziemi wyszogrodzkiej na sejm wiosenny 1666 roku.
Urodzony w Prażmowie, był synem Andrzeja Prażmowskiego - kasztelana warszawskiego i Jadwigi Zofii Kożuchowskiej herbu Doliwa, bratem prymasa Mikołaja Prażmowskiego, bratem biskupa łuckiego Franciszka Michała oraz bratem Wojciecha Remigiana. Najpierw piastował urząd miecznika, a następnie podstolego płockiego. Dzięki protekcji i wpływom brata Mikołaja został w 1661 chorążym nadwornym koronnym. Należał do zwolenników króla Jana Kazimierza. W 1665 należące do Samuela starostwo krzepickie zostało zrujnowane przez rokoszan Lubomirskiego. W 1669 roku był elektorem Michała Korybuta Wiśniowieckiego z ziemi czerskiej.
W 1669 na sejmie koronacyjnym Michała Korybuta Wiśniowieckiego otrzymał urząd wojewody płockiego. W 1672 został wysłany do Francji na rozmowy o kandydaturze francuskiej w związku z przygotowywana detronizacja króla. Płocka szlachta ostro wystąpiła przeciw swojemu wojewodzie. W obozie pospolitego ruszenia pod Gołębiem skazano go na utratę urzędów i konfiskatę dóbr dziedzicznych. Oskarżenie nie objęło żony, broniący siebie i braci prymas Prażmowski tłumaczył, że wojewoda płocki wyjechał za granicę na kurację do wód i zabrakło mu pieniędzy na powrót. Samuel powrócił do kraju po sejmie pacyfikacyjnym w 1673. Był w 1674 elektorem Jana III Sobieskiego z województwa płockiego. Miał chorągiew husarską, która w pułku królewskim walczyła w 1683 w bitwie wiedeńskiej.